# کلیسای شمعون غیور
کلیسای شمعون غیور یا زند شیراز مربوط به دوره پهلوی اول است و در شیراز، خیابان زند، کوچه نوبهار، کلیسای شمعون غیور زند واقع شده و این اثر در تاریخ ۲۶ اسفند ۱۳۸۶ با شمارهٔ ثبت ۲۱۸۳۵ به‌عنوان یکی از آثار ملی ایران به ثبت رسیده‌است. شمعون قانوی حواری دهم بود و طبق یک روایت قدیمی در ایران کشته شد. این کلیسای مسیحی، یکی از زیباترین کلیساهای کشور با رعایت جزئیات معماری ایرانی است. سقف نمازگاه، طاق ضربی آجری است و به جای دریچه در همه جا پنجره‌های رنگارنگ با نقشه‌های مهندسی ریز و بسیار ظریف، به کار رفته‌است. چنین در و پنجره‌هایی در خانه‌های قدیمی شیراز مشاهده می‌شود. ساخت این کلیسا در سال ۱۳۱۷ توسط کلیسای انگلیکان انگلستان پایان یافت. بانی و نخستین کشیش این کلیسا «رالف نارمن شارپ» دانشمند و خاورشناس شهیر انگلیسی است.

## مالکیت کلیسا
این کلیسا در حال حاضر محل عبادت انگلیسی و زبان‌ها و مسیحیان می‌باشد.
ورود به این کلیسا توسط ماًموران دولتی در چند سال اخیر محدود گردیده